# Санта-Мария делла Спина (Пиза)
Санта-Мария делла Спина (итал.  Santa Maria della Spina) — небольшая готическая церковь в Пизе (Италия).

## История
Церковь была построена в 1230 году на берегу реки Арно и названа Санта-Мария ди Понтеново (Santa Maria di Pontenovo), что означало «Санта-Мария у Нового моста». Мост был разрушен в XV веке и после этого уже не восстанавливался. В 1333 году в церковь перенесли реликвию — шип тернового венца Христа, в честь которой церковь получила современное название (по-итальянски «spina» — «шип», «колючка»). В XIX веке реликвия была перенесена в пизанскую церковь Санта-Кьяра.
В 1322 году началась перестройка церкви — она была расширена и украшена под руководством архитектора и скульптора Лупо ди Франческо. Реконструкция закончилась полвека спустя.
Близость реки постоянно создавала угрозу конструкциям церкви. Поэтому в 1871 году она была полностью разобрана и вновь построена на более высоком месте. При этом часть скульптур была заменена копиями.
В 2015—2016 годах церковь была отремонтирована и открыта для посещения. В ней проводятся художественные выставки.

## Архитектура и внешнее убранство
Фасады прямоугольной церкви отделаны цветным мрамором, выложенным темными полосами по белому полю. Храм украшен скульптурами работы известных пизанских мастеров XIV века: Лупо ди Франческо, Андреа Пизано, его сыновей Нино и Томмазо, Джованни ди Бальдуччо, и элементами итальянской готики: тимпанами, табернаклями, полифорами. В настоящее время скульптуры заменены копиями. Оригиналы хранятся в музее Сан-Маттео.
На западном фасаде здания — два портала, украшенные двойной аркой, между ними — табернакль с фигурами Мадонны с младенцем (авторство приписывают Джованни Пизано) и двух ангелов. В табернаклях на вершинах трех треугольных тимпанов можно видеть фигуры Спасителя и ангелов, предположительно работы мастерской Андреа Пизано, на вершинах угловых пилястр — два ангела работы Лупо ди Франческо.
На южном фасаде церкви над двумя входами и тремя квадрофорами расположена галерея с фигурами Христа и двенадцати апостолов работы мастерской Лупо ди Франческо. Небольшие фигуры святых и ангелов на завершениях фронтонов галереи исполнены в мастерской Нино Пизано, а Мадонна над правой угловой пилястрой создана Джованни ди Бальдуччо.
Восточный фасад украшен тремя символами евангелистов (четвертый — орел св. Иоанна — над порталом на южной стене), между ними — табернакли с фигурами св. Петра, св. Павла и Иоанна Крестителя. Высокие пирамидальные шпили увенчаны фигурами Мадонны с младенцем и двух ангелов работы Нино Пизано.
На северной стене, обращенной к реке, нет скульптурных украшений, но с противоположного берега Арно можно разглядеть восемь изящных окон-бифориев.

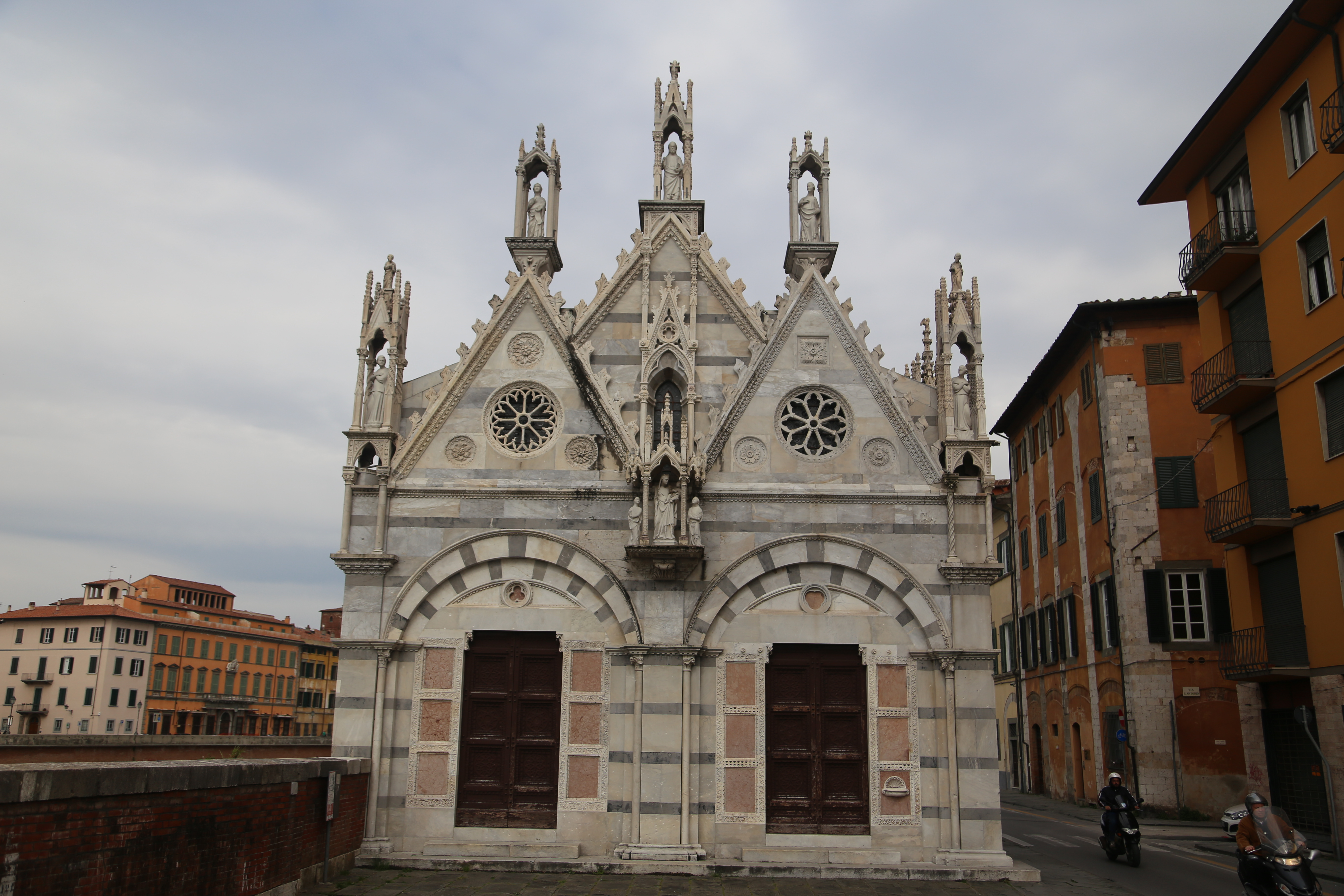
Западный фасад.
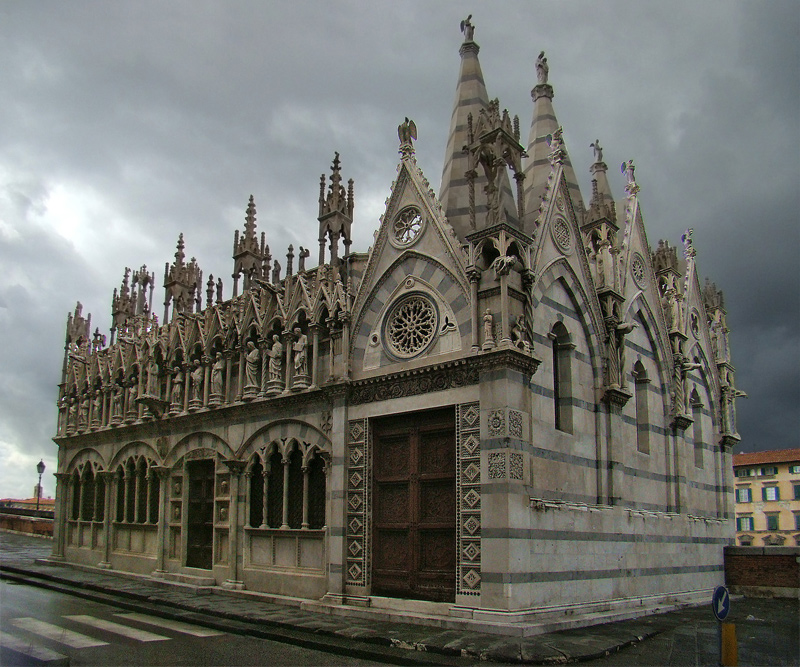
Южный фасад.
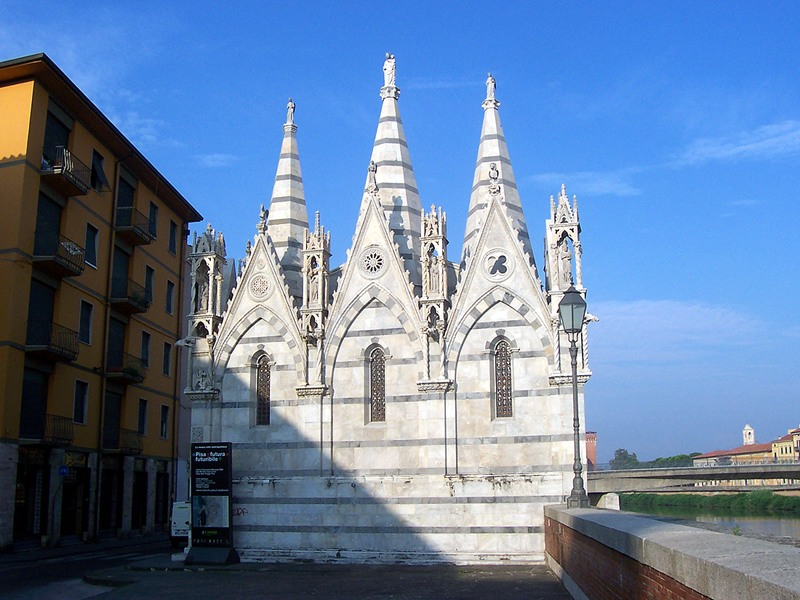
Восточный фасад.
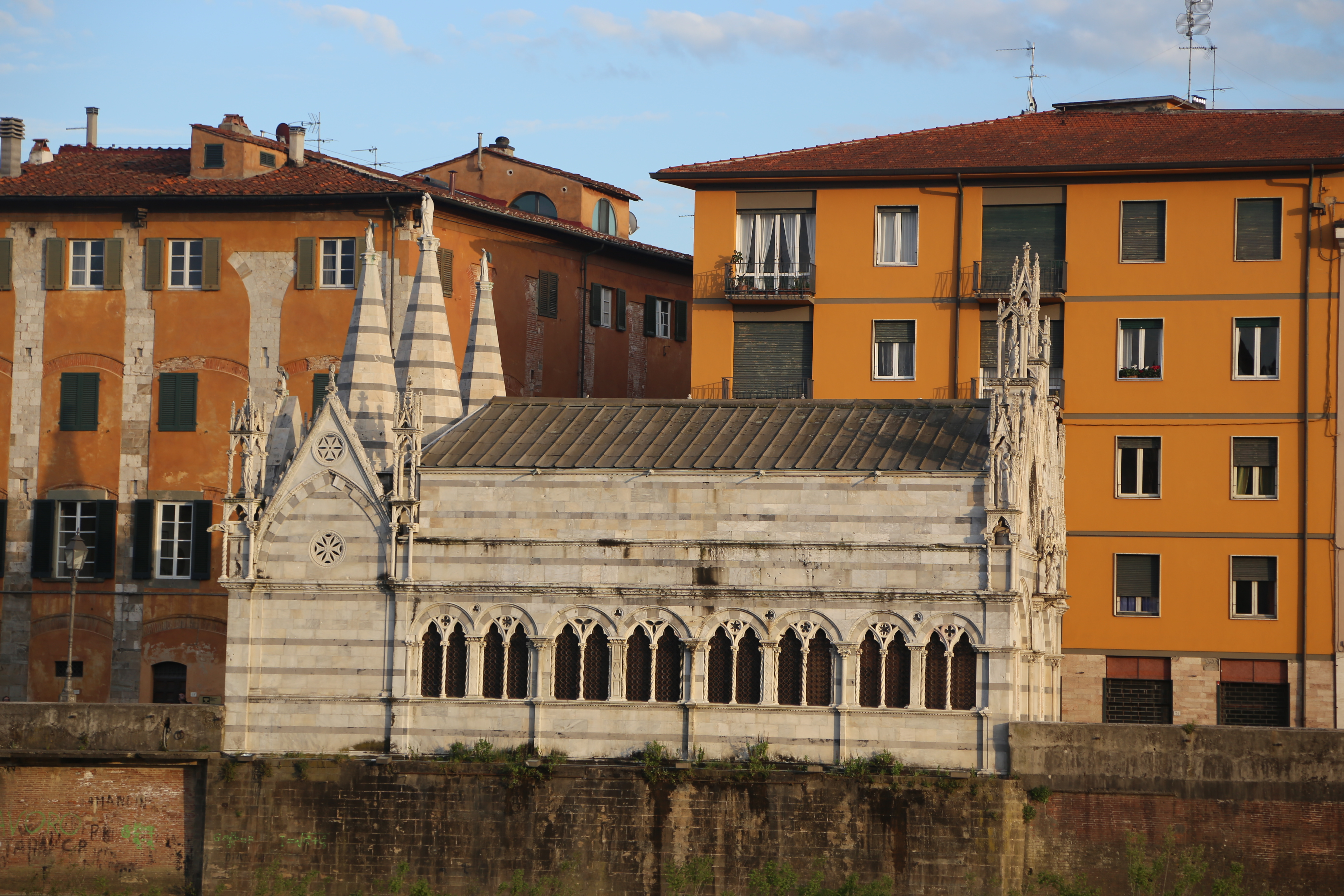
Северный фасад. Вид со стороны реки Арно.

## Внутреннее убранство

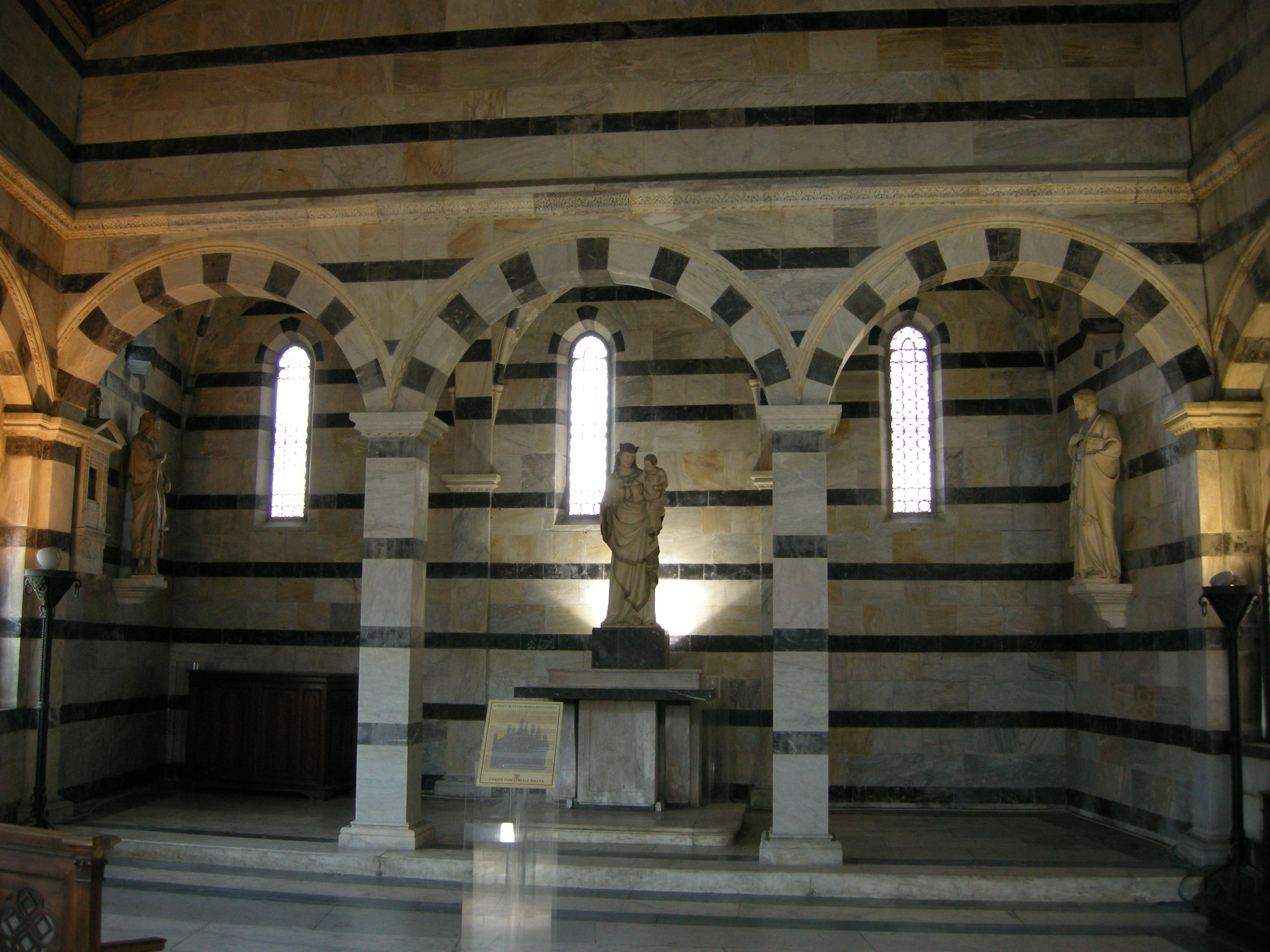
Интерьер храма. В центре — фигура Мадонны с розой.

Внутреннее помещение церкви сравнительно простое и скромное, что разительно контрастирует с пышной внешней отделкой здания. Большинство картин и предметов интерьера хранится в музее Сан-Маттео и церкви Санта-Кьяра.
Роспись потолка выполнена при реставрации в XIX веке.
В алтарной части можно видеть фигуру «Мадонна с розой», исполненную Андреа и Нино Пизано между 1345 и 1348 гг. Слева и справа от нее — мраморные фигуры Св. Петра и Иоанна Крестителя.
Фигура Мадонны «Млекопитательницы» (Madonna del Latte), созданная для храма Андреа и Нино Пизано, заменена на копию. Оригинал хранится в музее Сан-Маттео.